# John Deacon
John Richard Deacon (ur. 19 sierpnia 1951 w Leicester) – brytyjski muzyk rockowy, basista zespołu Queen (1971–1997).

## Życiorys
Deacon jest autorem takich hitów jak: „Another One Bites the Dust”, „You’re My Best Friend” czy „I Want to Break Free”. Wprowadził do muzyki zespołu efekty elektroniczne i stylistykę funk.
Po raz ostatni brał czynny udział w działalności Queen podczas nagrywania utworu „No-One But You (Only the Good Die Young)” w 1997. Publicznie ostatni raz wystąpił tego samego roku z Brianem Mayem, Rogerem Taylorem i Eltonem Johnem w Paryżu podczas premiery baletu Ballet For Life Mauricea Béjarta 17 stycznia 1997, wykonując „The Show Must Go On”.
W 2000 nie wziął udziału w nagraniu Queen z Robbie Williamsem i ogłosił, że wycofuje się z czynnej działalności muzycznej. W 2002 pomagał przy miksowaniu albumu Queen The Game do formatu DVD-Audio. Wyraźnie zaznaczył, że udziela poparcia Brianowi Mayowi i Rogerowi Taylorowi przy produkcji musicalu We Will Rock You. Brał udział tylko we wczesnych etapach przygotowań do tego musicalu. Odmówił udziału w światowej trasie koncertowej (2005–2006), w którą pozostali żyjący członkowie zespołu wyruszyli w towarzystwie byłego lidera grup Free i Bad Company, Paula Rodgersa. Formalnie jest nadal członkiem Queen. Nie wziął udziału w nagraniach do albumu Queen + Paul Rodgers The Cosmos Rocks.
W 1983 wziął udział w nagrywaniu singla projektu Man Friday & Jive Junior, który oprócz basisty Queen tworzyli: Robert Ahwai (gitara), Martin Chambers (wokal), Scott Gorham (gitara), Simon Kirke (perkusja), Mick Ralphs (gitara). Formacja nagrała jeden utwór Picking Up Sounds. W 1986 wydał kolejny singel z zespołem The Immortals, „No Turning Back”, który znalazł się w filmie Biggles; zespół tworzyli: John Deacon (gitara basowa), Lenny Zakatek (perkusja) i Robert Ahwai (śpiew, gitara).
Mieszka w Londynie wraz z żoną Veronicą Tetzlaff (pochodzenia polskiego). Mają sześcioro dzieci. Aby zachować anonimowość, podczas rezerwacji miejsc w hotelu używał pseudonimu Jason Dane lub Judge Dread.

## Dyskografia

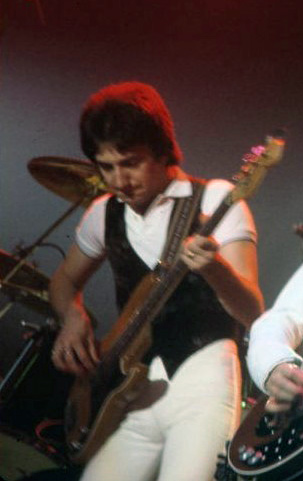
John Deacon (1977)

- 1983 „Picking Up Sounds” (jako Man Friday & Jive Junior, singel)
- 1986 „No Turning Back” (jako The Immortals, singel z utworem do filmu Biggles)

Utwory napisane dla Queen:
- 1974 „Misfire” (Sheer Heart Attack)
- 1975 „You’re My Best Friend” (singel z A Night at the Opera)
- 1976 „You And I” (A Day at the Races)
- 1977 „Spread Your Wings” (singel z News of the World)
- 1977 „Who Needs You” (News of the World)
- 1978 „If You Can’t Beat Them” (Jazz)
- 1978 „In Only Seven Days” (Jazz)
- 1980 „Another One Bites the Dust” (The Game)
- 1980 „Need You Loving Tonight” (The Game)
- 1980 „Execution of Flash” (Flash Gordon)
- 1980 „Arboria (Planet of the Three Man)” (Flash Gordon)
- 1982 „Back Chat” (singel z Hot Space)
- 1982 „Cool Cat” (z Freddiem Mercurym, Hot Space)
- 1984 „I Want to Break Free” (singel z The Works)
- 1986 „One Year of Love” (singel z A Kind of Magic)
- 1986 „Pain Is So Close to Pleasure” (z Freddiem Mercurym, singel z A Kind of Magic)
- 1986 „Friends Will Be Friends” (z Freddiem Mercurym, singel z A Kind of Magic)
- 1989 „Rain Must Fall” (słowa Freddie Mercury, The Miracle)
- 1989 „My Baby Does Me” (z Freddiem Mercurym, The Miracle)
- 1989 „Party” (z Freddiem Mercurym i Brianem May, The Miracle)
- 1989 „My Life Has Been Saved” (pierwsza wersja utworu nie trafiła na album, a tylko na stronę B singla, inna wersja trafiła na album Made in Heaven)
- 1991 „The Hitman” (z Freddiem Mercurym i Brianem May, Innuendo)
- 1991 „My Secret Fantasy” (demo)

## Sprzęt
Sprzęt używany przez Johna Deacona w studyjnych nagraniach zespołu Queen:
- Gitara basowa Fender Precision: 1954 model.
- Gitara basowa Fender Precision: 1967 model.
- Gitara basowa Fender Precision: 1968 model.
- Gitara basowa Fender Precision: 1981 special model.
- Gitara basowa Fender Precision: 1984 elite model.
- Gitara elektryczna Fender Telecaster: 1954 model.
- Gitara basowa Giffin
- Gitara basowa Music Man
- Gitara basowa Rickenbacker
- Fortepian Bosendorfer Acoustic
- Kontrabas
- Ensoniq Sampler
- Gitara elektryczna Fender Stratocaster
- Gitara akustyczna Martin
- Syntezator Oberheim OBX
- Gitara akustyczna 12 strunowa Ovation
- Fortepian Roland Digital
- Syntezator Roland
- Fortepian elektryczny Wurlitzer
- Gitara hiszpańska